# Magyarországi Cigányszervezetek Fóruma Roma Összefogás Párt
A Magyarországi Cigányszervezetek Fóruma Roma Összefogás Párt (röviden MCF Roma Összefogás Párt, vagy MCF) egy etnikai alapon szerveződő magyarországi politikai párt volt.

## Története
A 2002-es országgyűlési választáson még az MSZP-vel működtek együtt, a 2006-os választáson azonban már önállóan indultak. Ez a párt volt az első cigány szerveződés, amely Kolompár Orbán vezetésével önálló országos listát tudott állítani egy országgyűlési választáson.
A 2009-es európai parlamenti választásra is önálló listát állítottak, melyek vezetésére a párt Farkas Flóriánt, a Lungo Drom vezetőjét kérte fel. Farkas elutasította az ajánlatot és egyúttal a párt törekvését is, hogy minden roma politikus egyetlen listán induljon. A döntésben szerepet játszhatott az is, hogy a Lungo Dromnak a Fidesszel kötött megállapodás értelmében már volt egy delegáltja az Európai Parlamentben, Járóka Lívia személyében, aki a 2009-es EP választáson is biztos befutó (7.) helyen szerepelt a Fidesz listáján.
A Országos Roma Polgárjogi Mozgalom „politikai ámokfutásnak” nevezte Kolompár Orbán szándékát, hogy a cigányság önálló listát állítson az európai parlamenti választásokra, ezért felmondták az MCF-fel még 2007-ben kötött koalíciós megállapodást, és önálló frakcióként, „a középutat választva” kívánnak tovább dolgozni az Országos Cigány Önkormányzat (OCÖ) testületében.
A párt ismert(ebb) tagja volt haláláig Osztojkán Béla író, illetve jelenleg is tagja Kállai Csaba országos cigányvajda, Choli Daróczi József író, vagy "Győzike" édesapja, idősebb Gáspár Győző vállalkozó.
A 2010-es magyarországi országgyűlési választásokon kizárólag a párt elnöke, Kolompár Orbán gyűjtött elegendő kopogtatócédulát az induláshoz Borsod-Abaúj-Zemplén megye 5. választókerületében, de a választáson még a jelöltté váláshoz szükséges minimális 750 ajánlásnál is jóval kevesebb, mindössze 491 szavazatot kapott. 2023-ban elrendelték a párt végelszámolását.

## Választási eredményei

### Országgyűlési választások
| Választások | Szavazatok száma (I. forduló) | Szavazatok aránya (I. forduló) | Szavazatok száma (II. forduló) | Szavazatok aránya (II. forduló) | Mandátumok száma | Mandátumok aránya | Parlamenti szerepe          |
| ----------- | ----------------------------- | ------------------------------ | ------------------------------ | ------------------------------- | ---------------- | ----------------- | --------------------------- |
| 2002-es     | —                             | —                              | —                              | —                               | —                | —                 | az MSZP javára visszalépett |
| 2006-os     | 7 165                         | 0,13%                          | —                              | —                               | —                | —                 | nem jutott be               |
| 2010-es     | 491                           | 0,01%                          | —                              | —                               | —                | —                 | nem jutott be               |

### Európai parlamenti választás
| Választások | Szavazatok száma | Szavazatok aránya | Mandátumok száma | Európai parlamenti csoport | Európai parlamenti alcsoport |
| ----------- | ---------------- | ----------------- | ---------------- | -------------------------- | ---------------------------- |
| 2009-es     | 13 431           | 0,46%             | nem jutott be    | —                          | —                            |